# Estación Almirante Latorre
Almirante Latorre fue una estación de ferrocarril que se hallaba en la localidad homónima dentro de la comuna de La Serena, en la Región de Coquimbo de Chile. Fue parte del Longitudinal Norte y actualmente se encuentra inactiva.

## Historia
La estación fue construida para el tramo del ferrocarril Longitudinal Norte construido entre La Serena y Toledo (en las cercanías de Copiapó), y que fue inaugurado en 1914. De acuerdo a Santiago Marín Vicuña en 1916, la estación en aquel entonces se denominaba «Pintadas» y se encuentra a una altitud de 466 m s. n. m.; en años posteriores el nombre de la localidad y la estación de ferrocarriles cambiaría a la denominación actual de «Almirante Latorre».
Con el cierre de todos los servicios de la Red Norte de la Empresa de los Ferrocarriles del Estado en junio de 1975, la estación Almirante Latorre fue suprimida mediante decreto del 6 de noviembre de 1978. Actualmente se mantienen en pie varias estructuras de la estación, incluido el edificio principal, todas en estado de abandono.